# Амантеа
Аманте́а (итал. Amantea) — коммуна и город в Италии, расположен в регионе Калабрия, подчинён административному центру Козенца (провинция).
Занимает площадь 28 км². В состав коммуны входит порт Кампора-Сан-Джованни.
Население составляет 13 548 человек (на 31.12.2004), плотность населения составляет 473 чел./км².
Почтовый индекс — 87032. Телефонный код — 00982.
Покровителем города считается Антоний Падуанский. Праздник города ежегодно празднуется 13 июня.